# Ampice
Nella mitologia greca, Ampice (in greco antico: Ἄμπυξ, Àmpüx) era un lapita figlio di Elato, padre di Mopso l'argonauta e probabilmente anche di Idmone.

## Mitologia
Ampice sposò Cloride e da lei ebbe un figlio, Mopso, veggente e profeta, futuro Argonauta. Per tale discendenza Mopso è anche detto Ampicide.
Ampice era uno dei lapiti che cercò di rapire Piritoo il giorno del suo matrimonio, quando cercò di rapire la sposa si imbatte nei centauri, combattendoli fino allo stremo.

### Fonti
- Le Argonautiche orfiche, pag 948
- Pausania, Descrizione della Grecia
- Igino, Fabulae
- Ovidio, Metamorfosi

### Moderna
- Anna Ferrari, Dizionario di mitologia ISBN 88-02-07481-X